# يوليان نول
يوليان نول (بالألمانية: Julian Knowle)‏ مواليد 29 أبريل 1974 في النمسا، هو لاعب كرة مضرب محترف نمساوي، متخصص بمُسابقات الزوجي. كان أول لاعب زوجي نمساوي يصِل للتصنيف رقم.6 في يناير 2008، ثم تخطاه اللاعب النمساوي أليكساندر بيا بوصوله للمركز الثالث في أغسطس 2013.

## روابط خارجية
- جوليان نول على موقع رابطة محترفي التنس (الإنجليزية)
- جوليان نول على موقع الاتحاد الدولي لكرة المضرب (الإنجليزية)
- جوليان نول على موقع كأس ديفيز (الإنجليزية)
- جوليان نول على موقع خلاصة التنس.كوم (الإنجليزية)
- جوليان نول على موقع إي إس بي إن.كوم (الإنجليزية)
- جوليان نول على موقع أوليمبيديا (الإنجليزية)